# Арханђел Јеремил
Арханђел Јеремил је арханђел познат у православном хришћанском предању. Јеремил преведено са јеврејског језика значи „Бог је узвишен“. 
У Светом писму његово име се помиње у Трећој књизи пророка Јездре, где заједно са арханђелом Урилом говори са пророком Јездром.
У традиционалној иконографији арханђела, Јеремил је приказан како држи диск са Христовим иницијалима у десној руци. Поштује се као побудитељ узвишених мисли и осећања које човека уздижу к Богу.